# Berberis cretica
Berberis cretica là một loài thực vật có hoa trong họ Hoàng mộc. Loài này được L. mô tả khoa học đầu tiên năm 1753.